# Flacon

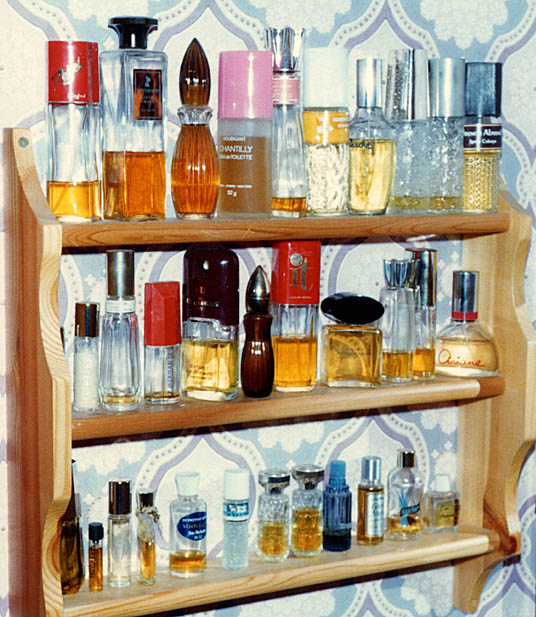
Des flacons de parfum.

Un flacon (bas latin flasco, « bouteille pour le vin ») est un récipient, plus précisément une bouteille de petite taille, telle une fiole.
Un flacon est muni d'un bouchon pour une fermeture étanche et est destiné à conserver des produits liquides ou solides, précieux ou pouvant s'altérer par contact avec l'air.
Très répandu dans l'industrie alimentaire, l'industrie pharmaceutique et l'industrie cosmétique, on le trouve généralement en verre pour les parfums, et en matière plastique pour les autres contenus. 

## Cas particuliers
L'industrie du mercure nomme « flacon » le solide container d'acier standard contenant 34,5 kg de mercure. En Europe, Avilés (Asturies, en Espagne) est une des grandes zones productrices, avec une production annuelle de plusieurs centaines de flacons.

## Techniques de fabrication
Les flacons en matière plastique, essentiellement en polyéthylène haute densité (PEHD), parfois en polyéthylène basse densité (PEBD) (souple et pressable) ou en polypropylène (PP), peuvent être fabriqués suivant différents procédés, selon la taille, l'application envisagée (son contenu, son environnement, etc.), l'aspect désiré, etc. :
- extrusion-soufflage ;
- injection-soufflage.

Comme tout objet réalisé par extrusion, il est possible de produire des flacons plastiques multicouches, on parle alors de « coextrusion ». L'association de matériaux différents ou de couleurs différentes permet d'associer différentes qualités : imperméabilité à la lumière, au dioxygène, couche interne recyclée, etc.
Les flacons en verre sont fabriqués principalement par le procédé soufflé-soufflé.